# 구러우구 (푸저우시)

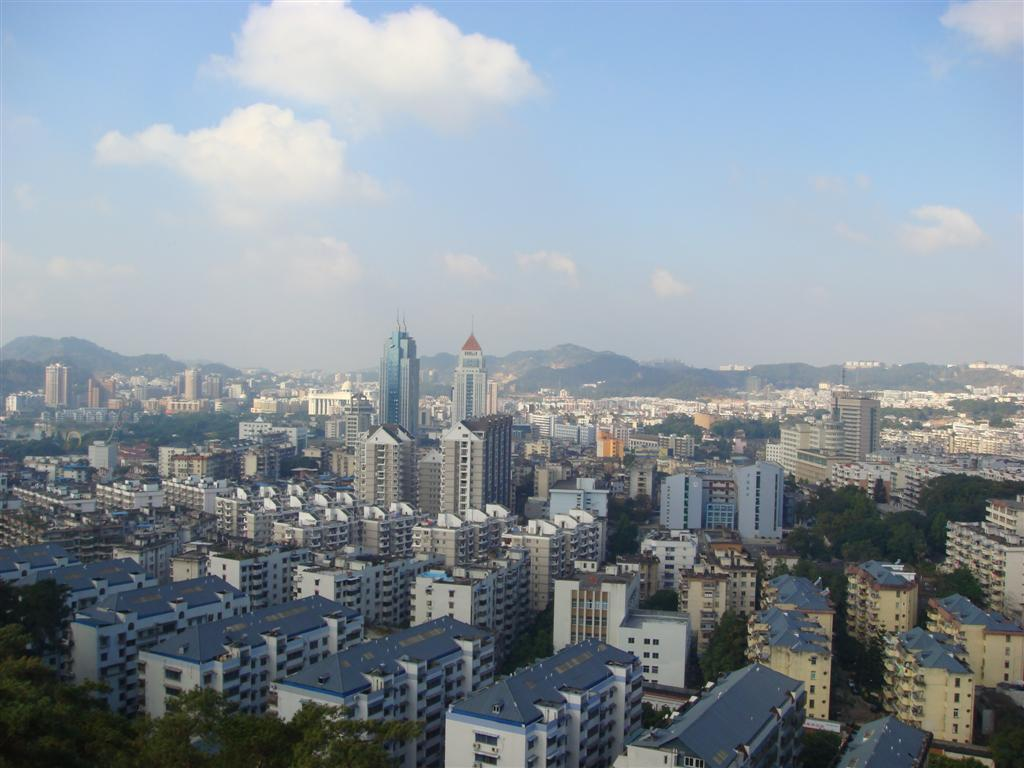

구러우구(한국어: 고루구, 중국어 간체자: 鼓楼区, 정체자: 鼓樓區, 병음: Gǔlóu Qū)은 중화인민공화국 푸젠성 푸저우시의 구급 행정구역이다. 넓이는 35.7km2이고, 인구는 2018년 기준으로 약 74만명이다.

## 행정 구역
9개 가도, 1개 진을 관할한다.
- 가도: 화대 가도(華大街道), 고동 가도(鼓東街道), 고서 가도(鼓西街道), 남가 가도(南街街道), 안태 가도(安泰街道), 동가 가도(東街街道), 수부 가도(水部街道), 온천 가도(溫泉街道), 오봉 가도(五鳳街道).
- 진: 홍산진(洪山鎭).